# Rolling Stone

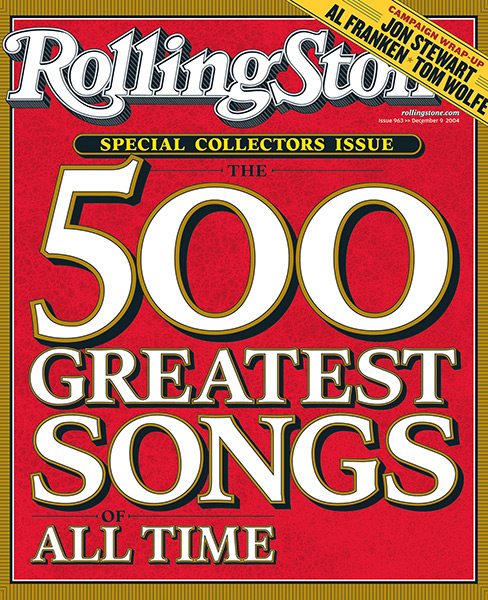
Tapa de la revista de 2004.

Rolling Stone es una revista estadounidense dedicada a la música y la cultura popular. Se edita desde el 9 de noviembre de 1967 y además de su edición estadounidense quincenal, posee ediciones extranjeras mensuales, repartidas en distintos países de Europa, Latinoamérica y Asia, con las cuales la revista permite una mirada más local a la música.

## Historia
Fundada en San Francisco en noviembre de 1967 por el que todavía sigue siendo su editor Jann Wenner y el crítico musical Ralph J. Gleason, la revista se identificó con la contracultura hippie y se alejó de la prensa clandestina de la época con estándares periodísticos más tradicionales y evitando políticas radicales. Rolling Stone dejó huella por reportajes políticos como los del periodista extremo Hunter S. Thompson a principio de los 70. La portada y los artículos principales son ilustrados por fotógrafos de renombre, como Annie Leibovitz.
El éxito de la revista le valió incluso una canción de Dr. Hook & the Medicine show, escrita por Shel Silverstein: Cover of the Rolling Stone, todo un hit.

### 1967 a 1979: Fundación y primeros años
Rolling Stone fue fundada en San Francisco en 1967 por Jann Wenner y Ralph J. Gleason. Para pagar los gastos de instalación, Wenner pidió prestados 7.500 dólares a su familia y a los padres de su futura esposa, Jane Schindelheim. El primer número salió a la venta el 9 de noviembre de 1967 y presentaba en portada a John Lennon disfrazado para la película Cómo gané la guerra. Tenía formato de periódico con un artículo principal sobre el Monterey Pop Festival. El precio de portada era de 25¢ (equivalente a $2.28 en 2016) y se publicaba quincenalmente.
En el primer número, Wenner explicó que el título de la revista procedía del viejo refrán "A rolling stone gathers no moss". También mencionó la canción de blues de 1950 "Rollin' Stone", grabada por Muddy Waters, la banda Rolling Stones, y el exitoso sencillo de Bob Dylan de 1965 "Like a Rolling Stone":
Probablemente se pregunte qué intentamos hacer. Es difícil de decir: algo así como una revista y algo así como un periódico. Su nombre es Rolling Stone, que viene de un viejo dicho: "Una piedra rodante no recoge musgo". Muddy Waters utilizó el nombre para una canción que escribió. Los Rolling Stones tomaron su nombre de la canción de Muddy. Like a Rolling Stone fue el título del primer disco de rock and roll de Bob Dylan. Hemos comenzado una nueva publicación que refleja lo que a nuestro juicio son los cambios en el rock and roll y los cambios relacionados con el rock and roll.
Algunos autores han atribuido el nombre únicamente al exitoso sencillo de Dylan: "A sugerencia de [Ralph] Gleason, Wenner bautizó su revista con el nombre de una canción de Bob Dylan." Rolling Stone inicialmente se identificó con la contracultura hippie de la la época. Sin embargo, se distanció de los periódicos underground de la época, como Berkeley Barb, adoptando normas periodísticas más tradicionales y evitando la política radical de la prensa underground. En la primera edición, Wenner escribió que Rolling Stone "no trata sólo de la música, sino de las cosas y actitudes que abarca la música". En un artículo de 2017 que celebraba el 50 aniversario de la publicación, Rolling Stone's David Browne afirmó que el nombre de la revista era un guiño a los Rolling Stones en un añadido a "Rollin' Stone" y "Like a Rolling Stone". El eslogan de la revista, "All the news that fits" (Todas las noticias que encajan), fue proporcionado por la primera colaboradora, directora y a veces editora Susan Lydon. Lo tomó de un número de April Fools del Columbia Daily Spectator que publicó "Todas las noticias que quepan imprimimos", una parodia del eslogan de The New York Times, "Todas las noticias que quepan imprimir". La primera aparición de la rúbrica fue en 1969.
En la década de 1970, Rolling Stone empezó a destacar por su cobertura política, con periodistas de la talla de gonzo Hunter S. Thompson escribiendo para la sección política de la revista. Thompson publicó por primera vez su obra más famosa, Miedo y asco en Las Vegas, en las páginas de Rolling Stone, donde siguió siendo redactor colaborador hasta su muerte en 2005. En la década de 1970, la revista también ayudó a lanzar las carreras de muchos autores destacados, como Cameron Crowe, Lester Bangs, Joe Klein, Joe Eszterhas, Ben Fong-Torres, Patti Smith y P. J. O'Rourke. Fue entonces cuando la revista publicó algunas de sus historias más famosas.
El número del 21 de enero de 1970 cubrió el Concierto gratuito de Altamont y la muerte de Meredith Hunter, que ganó un Periodismo especializado en los National Magazine Awards de 1971. Más tarde, en 1970, Rolling Stone publicó un reportaje de 30.000 palabras sobre Charles Manson por David Dalton y David Felton, incluyendo su entrevista a Manson cuando estaba en la cárcel del Condado de Los Ángeles a la espera de juicio, que le valió a Rolling Stone su primer National Magazine Award.
Cuatro años más tarde, también cubrieron la odisea del secuestro de Patty Hearst. Un entrevistador, hablando en nombre de muchos de sus compañeros, dijo que compró su primer ejemplar de la revista nada más llegar a su campus universitario, describiéndola como un "rito de iniciación".
En 1972, Wenner asignó a Tom Wolfe la cobertura del lanzamiento de la última misión lunar de la NASA, Apolo 17. Publicó una serie de cuatro partes en 1973 titulada "Remordimiento post-orbital", sobre la depresión que experimentaban algunos astronautas después de haber estado en el espacio. Tras la serie, Wolfe comenzó a investigar todo el programa espacial, en lo que se convirtió en un proyecto de siete años del que sacó tiempo para escribir The Painted Word, un libro sobre arte, y para completar Mauve Gloves & Madmen, Clutter & Vine, una colección de piezas más cortas y, finalmente, Las cosas correctas.
Rolling Stone contrató a escritores de revistas musicales más pequeñas, entre ellos Paul Nelson de Sing Out!, que se convirtió en editor de críticas de discos de 1978 a 1983, y Dave Marsh de Creem'.
En 1977, la revista trasladó su sede de San Francisco a Nueva York. El editor Jann Wenner dijo que San Francisco se había convertido en "un remanso cultural".

### Décadas de 1980 al 2010
En los años 1980, aunque escritores clásicos de las dos últimas décadas como Lester Bangs seguían junto a Thompson, la revista adoptó valores corporativos que evitaban con anterioridad, como por ejemplo pruebas de drogas a los empleados. Además, la redacción de Rolling Stone pasó a Nueva York para estar más cerca de la industria de la publicidad.
A principios de los 2000 se enfrentó a decadentes ingresos y competencia de revistas como Maxim o FHM, pero Rolling Stone se reinventó tomando posiciones en cuestiones políticas internacionales —la situación de Oriente Medio, el calentamiento global o la economía— y apuntó a lectores más jóvenes.
Iggy Pop, Bono, Tom Wolfe y Ken Kesey escribieron para ella y se empezaron a publicar listados de los más grandes de todos los tiempos.

### 2016-presente
En septiembre de 2016, Advertising Age informó que Wenner estaba en el proceso de vender una participación del 49% de la revista a una compañía de Singapur llamada BandLab. El nuevo inversor no tuvo participación directa en el contenido editorial de la revista.
En septiembre de 2017, Wenner Media anunció que el 51% restante de la revista Rolling Stone estaba a la venta. En diciembre de 2017, Penske Media adquirió la participación restante de Wenner Media. El 31 de enero de 2019, Penske adquirió la participación del 49% de BandLab en Rolling Stone, obteniendo la propiedad total de la revista.

## Críticas
Una crítica importante a Rolling Stone implica su sesgo generacional hacia las décadas de 1960 y 1970. Un crítico se refirió a la lista de Rolling Stone de las «500 mejores canciones» como un ejemplo de «fogeismo rockista impenitente». En respuesta a este problema, el crítico de rock Jim DeRogatis, un ex editor de Rolling Stone, publicó una crítica exhaustiva de las listas de la revista en un libro llamado Kill Your Idols: A New Generation of Rock Writers Reconsiders the Classics, que presentó opiniones diferentes de críticos más jóvenes.
La revista Rolling Stone ha sido criticada por reconsiderar muchos álbumes clásicos que previamente había descartado, y por el uso frecuente de la calificación de 3.5 estrellas. Por ejemplo, Led Zeppelin fue descartado en gran medida por los críticos de la revista Rolling Stone durante los años más activos de la banda en la década de 1970, pero en 2006, una historia de portada de la banda los honró como «la banda más pesada de todos los tiempos». Un crítico de la revista Slate describió una conferencia en la que se examinó The Rolling Stone Record Guide de 1984. Como lo describió, «la guía prácticamente ignoró el hip-hop y el heavy metal, los dos géneros que en pocos años dominarían las listas de éxitos. En un auditorio repleto de periodistas musicales, se podían detectar más que unos pocos títulos ansiosos: ¿Cuántos de nosotros querremos que nos lean nuestras revisiones de discos dentro de 20 años?».
La contratación del ex editor de FHM Ed Needham enfureció aún más a los críticos, que alegaban que Rolling Stone había perdido su credibilidad.
El artículo de 2003 «Los 100 mejores guitarristas de todos los tiempos de Rolling Stone», que nombró solo a dos músicos mujeres, dio como resultado que Venus Zine respondiera con su propia lista, titulada «Las mejores guitarristas femeninas de todos los tiempos».

## Ediciones internacionales
- Rolling Stone Alemania: Desde 1994 es publicada por AS Young Mediahouse.
- Rolling Stone Argentina: Editada desde abril de 1998 a cargo del grupo La Nación Revistas. Esta edición también se comercializa en Uruguay, Paraguay y Bolivia. Ha publicado el ranking de los 100 Mejores Álbumes del Rock Argentino en 2007, y junto con la cadena MTV las 100 Mejores Canciones del Rock Argentino en 2002.
- Rolling Stone Australia: Publicada desde 1969 como suplemento de Go-Set; en separado desde 1972 editada por Next Media Pty Ltd., Sídney.
- Rolling Stone Brasil: Publicada desde octubre de 2006 por Spring Publicações.
- Rolling Stone Chile: Edu Comunicaciones lanzó la primera edición chilena en mayo de 2003. Anteriormente, se importaba la edición argentina. Desde enero de 2006 hasta diciembre de 2011 fue publicada por Publicaciones Lo Castillo, empresa del grupo El Mercurio.
- Rolling Stone China.
- Rolling Stone Colombia: editada y publicada por tasty concepts desde diciembre de 2013
- Rolling Stone España: Editada por PROGRESA desde 1999 hasta 2015.
- Rolling Stone Francia: Publicada desde los años ochenta.
- Rolling Stone India: Lanzada en marzo de 2008 por MW Com, que a la vez edita la revista Man's World.
- Rolling Stone Indonesia: Publicada desde junio de 2005 por a&e Media.
- Rolling Stone Italia: Publicada desde 2003, primero por IXO Publishing y en la actualidad por Editrice Quadratum.
- Rolling Stone Japón: Publicada desde marzo de 2007.
- Rolling Stone México: Hasta mayo de 2009 era editada por Editorial PROGRESA. A partir de diciembre de 2009 salió a la venta bajo la editorial Punto Angular.
- Rolling Stone Rusia: Publicada por Izdataelskiy Dom SPN desde 2004.
- Rolling Stone Turquía: Publicada desde junio de 2006 por GD Gazete Dergi.